# Levallois-Perret
Levallois-Perret (wymowaⓘ) – miejscowość i gmina we Francji, w regionie Île-de-France, w departamencie Hauts-de-Seine. Przez miejscowość przepływa Sekwana.
Levallois-Perret jest miastem o największej gęstości zaludnienia w całej Francji.
Wg danych na rok 2012 gminę zamieszkiwało 64 654 osób, a gęstość zaludnienia wynosiła 26 827 osób/km². Wśród 1287 gmin regionu Île-de-France Levallois-Perret plasuje się na miejscu 848. pod względem powierzchni.
W Levallois-Perret wytworzono części metalowe wieży Eiffla przed zmontowaniem w Paryżu, a także strukturę metalową dla Statui Wolności.

Położenie Levallois-Perret w ramach aglomeracji paryskiej

## Współpraca
Miejscowość partnerska:
- Molenbeek-Saint-Jean, Belgia

## Bibliografia

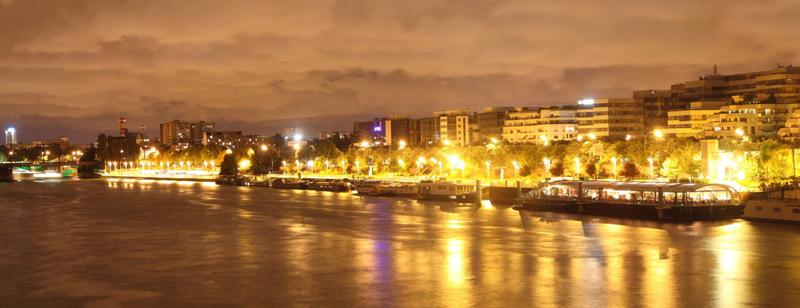
Levallois-Perret nocą, widok z Sekwany